# Archine mal alan
Personnages
- Asker, jeune et riche marchand (ténor)
- Djahan, sa tante, veuve (mezzo-soprano)
- Suleiman, ami d'Asker (baryton)
- Veli, domestique d'Asker (ténor)
- Sultan-Bey, bey âgé et ruiné (basse)
- Gul-Tchohra, fille de Sultan-Bey (soprano)
- Assia, nièce de Sultan-Bey (soprano)
- Telli, servante de Sultan-Bey (soprano)

Archine mal alan (en azéri : Arşın mal alan / آرشین مال آلان signifiant « le marchand d'étoffes ») est une opérette d'Uzeïr Hadjibeyov. Elle fut créée le 25 octobre 1913 (7 novembre dans le calendrier grégorien) au théâtre de Taghiev à Bakou. L'action de cette opérette se déroule à Choucha.

## Genèse
La genèse de l'opérette est décrite par la fille de Rachid Behboudov, Rachida, de la manière suivante : « Mon grand-père, Madjid-bey Beyboutaly, ainsi qu'on appelait autrefois la famille de Beyboutov, possédait une voix extraordinaire et interprétait parfaitement les chansons populaires. Vers 30 ans, il devint chanteur professionnel. Mais avant cela, il avait aidé son père : ayant rempli sa boîte de soieries, il marchait dans les rues de Chouchi, où ils habitaient à l'époque, en invitant les modeuses locales à regarder les marchandises : « Archine mal alan, Archine mal alan… ». La figure colorée du colporteur est restée dans la mémoire du futur compositeur Uzeïr Hadjibeyov, qui a utilisé ce sujet dans son opérette ».

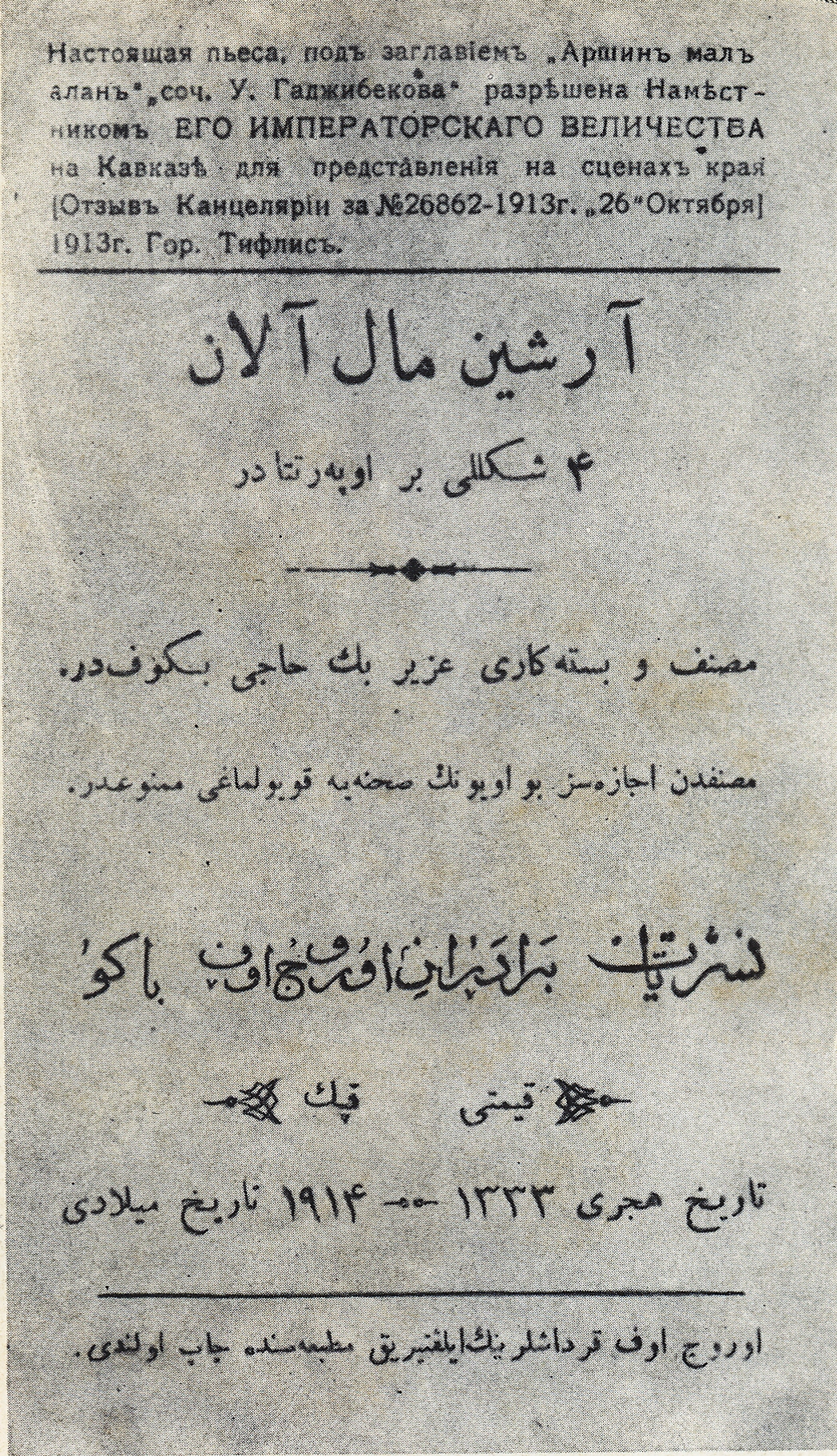
La première édition de Bakou de l'opérette, 1914

La représentation de l'œuvre était autorisée dès le 26 octobre 1913 (8 novembre dans le calendrier grégorien) dans le kraï du Caucase.

## Distribution
| Rôle                             | Tessiture     | Créateur (en 1913) |
| -------------------------------- | ------------- | ------------------ |
| Asker, jeune et riche marchand   | ténor         |                    |
| Djahan, sa tante, veuve          | mezzo-soprano |                    |
| Suleiman, ami d'Asker            | baryton       |                    |
| Veli, domestique d'Asker         | ténor         |                    |
| Sultan-Bey, bey âgé et ruiné     | basse         |                    |
| Gul-Tchohra, fille de Sultan-Bey | soprano       |                    |
| Assia, nièce de Sultan-Bey       | soprano       |                    |
| Telli, servante de Sultan-Bey    | soprano       |                    |

## Argument

### Premier acte
Le jeune marchand Asker est beau et riche. Mais, depuis quelque temps, rien ne le réjouit. Une tristesse incompréhensible l'a envahi. La tante Djahan est inquiète : qu'arrive-t-il à son neveu ? N'est-il pas malade ? Asker est discret et la tante reste dans l'ignorance.
Le domestique astucieux d'Asker devine, de quelle « maladie » souffre son maître, mais personne ne demande son opinion. Un ami d'Asker, Suleiman, a expliqué la raison de cette affection : il est temps pour lui de se marier !
Le seul problème est que d'après la loi islamique, le fiancé ne doit pas voir sa fiancée jusqu'au mariage. Mais les vieilles traditions n'arrangent pas le jeune Asker. Il veut épouser celle qu'il aime. Que faire ? Son ami malin, Suleiman, suggère à Asker de se déguiser en « archine-maltchi », c'est-à-dire en colporteur. Dans ce cas, l'accès dans toutes les maisons lui sera assuré. Asker est enchanté, il devient vendeur de tissu !

### Deuxième acte
Gul-Tchohra, la fille du ruiné Sultan-Bey, apprend l'intention de son père de lui trouver un riche fiancé. Elle est effrayée, parce qu'elle ne veut pas épouser un inconnu. Elle voudrait se marier avec celui qu'elle aimerait. Mais la coutume est contre son désir. Que faire ?
De son côté, son père a des troubles. Le bey en a assez de solitude, il se marierait, s'il rencontrait une veuve convenable.
On entend dans la rue la voix de la personne qui crie : « Archine mal alan… ». Et le colporteur apparaît avec sa marchandise. Les jeunes filles accourent à son appel. Elles regardent les articles, tandis qu'Asker les observe. Son regard s'arrête sur la belle Gul-Tchohra. Voilà la jeune fille, dont il rêvait. Gul-Tchohra aussi est charmé par le bel « archine-maltchi». Quand les jeunes filles partent, un entretien amoureux a lieu entre les jeunes.
Cédant à la demande de son neveu, la tante Djahan part chez Sultan-Bey en qualité de marieuse. Le bey est heureux de faire connaissance avec une telle jolie veuve et tout de suite lui propose sa main et son cœur.
Asker est pressé d'en profiter : il est d'accord de faire  marier sa tante avec Sultan-Bey. En échange, il demande la main de sa fille. Sultan-Bey est furieux. Comment ? Donner sa fille à « archine-maltchi » ? Il les chasse tous les deux de sa maison.

### Troisième acte
C'est Suleiman qui vient alors chez Sultan-Bey. Il demande la main de Gul-Tchohra pour un riche marchand Asker. Sultan-Bey l'accepte avec joie et donne son accord.
Étant venu en tant que marieur, Suleiman trouve aussi son bonheur dans la maison de Sultan-Bey. C'est Assia, la nièce du bey. Les jeunes gens se sont vus et se sont plus.
Gul-Tchohra s'inquiète. Son père lui a annoncé le mariage futur. Éprise du jeune « archine-maltchi », elle supplie son père d'avoir pitié d'elle. Mais Sultan-Bey est ferme : il ne changera pas sa décision. Pour empêcher toute résistance de sa fille, il organise son enlèvement et la fait transporter dans la maison d'Asker.

### Quatrième acte
Gul-Tchohra, dans l'angoisse et le désespoir du fait de son mariage futur avec un homme qu'elle n'aime pas, décide de se suicider. Mais à ce moment arrive Asker, qui lui explique tout. Elle est heureuse. Mais Sultan-Bey se sent trompé et exprime son indignation. Djahan le rassure en lui promettant de l'épouser. Le deuxième couple est content et heureux. Suleiman, ayant reçu l'accord d'Assia pour le mariage avec lui, se déclare aussitôt fiancé. Seulement Veli soupire tristement. Qu'y a-t-il ? Il s'avère que la servante de Sultan-Bey, la vive Telli, lui plaît. Telli consent à épouser Veli, qui lui plaît aussi. On fête quatre mariages par une célébration joyeuse.

## Musique

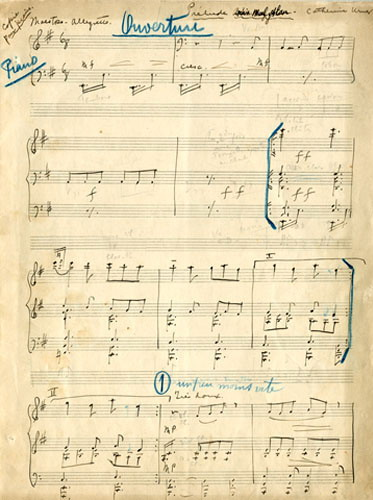
Manuscrit dArchine mal alan.

Toute la musique, excepté le mougham, est écrite par le compositeur lui-même. Seule une chanson populaire est citée au cours de l'opérette. L'air lyrique d'Asker est écrit dans le mode de «Shushter », quelques scènes et couplets Djahan dans le mode de « Shur »etc.

## Adaptations
Archine mal alan a été porté à l'écran quatre fois. Le premier film fut réalisé en Russie en 1916 par B. Svetlov avec Husseyngulu Sarabsky, Ahmed Aqdamsky, M. Aliyeva au studio « Film » des frères Piron. Le suivant a été fait à Saint-Patarsbourg en 1917, mais la projection du film a été arrêtée à la demande de l'auteur. Le tournage d'Archine mal alan a eu lieu aux États-Unis. La revue Molla Nasreddine du 16 février 1917 écrivait : « Il est annoncé dans un journal new-yorkais, qu'Archine mal alan était mis en scène en Amérique. Cette opérette magnifique de notre compatriote Uzeïr-bey Hadjibeyov a conquis également les spectateurs américains… »
Le 15 septembre 1918, Youssif-bey Vezirov a confirmé ce fait dans le journal Millat. Il écrivait : 
« …Archine mal alan avait un grand succès même sur les scènes de l'Amérique… Nous pouvons déclarer avec fierté, qu'au monde d'islam nous sommes les premiers auteurs de l'opéra et de l'operette… »
En 1937, le réalisateur américain d'origine arménien Setrag Vartian a tourné le film Archine mal alan  en arménien sans indiquer l'auteur. Uzeïr Hadjibeyov a adressé sa protestation à Staline personnellement. Sur l'ordre du dernier, l'adaptation à l'écran de cette œuvre a été réalisée en Azerbaïdjan, en 1945. Sabit Rahman avait écrit le scénario du film, Reza Tahmassib et Nikolaï Lechenko étaient désignés comme metteurs en scène. Le neveu d'Uzeïr-bey, Niyazi, était chargé de la rédaction musicale. Les acteurs du film sont vraiment devenus vedettes du cinéma : Rachid Behboudov, Leyla Badirbeyli, Rahila Melikova. G.V.Alexandrov, réalisateur acteur et scénariste, était consultant du projet. 
Au début, le film n'a pas été approuvé par la censure soviétique et sa diffusion avait été interdite. Pourtant, Sergueï Eisenstein, qui n'était pas d'accord avec l'avis du conseil artistique et croyait, que le film allait « conquérir le monde», a réussi à convaincre Staline de le regarder. Et il l'a approuvé. Après l'approbation du film par Staline « Archine mal alan» était projeté en URSS et a reçu le Prix Staline.
On avait projeté ce film dans 136 pays et traduit en 86 langues. À l'occasion du centenaire du cinéma mondial, Archine mal alan de 1945 (réalisé par Reza Tahmassib) est entré dans le Top de 100 films préférés des cinéphiles de l'Union soviétique. Plus de 16 millions de spectateurs de l'Union soviétique l'ont vu. Le budget du film a fait 5 807 000 roubles, tandis que le revenu des projections a dépassé 5 milliards de roubles. Dans les républiques nationales, on projetait de belles histoires sur les poètes  et chanteurs médiévaux, sur l'amour malheureux. C'étaient des films dans le style du néo-folklore de l'époque de stalinisme. Le sujet sur la vie du peuple a de nouveau été honoré. Le chef-d'œuvre musical azerbaïdjanais Archine mal Alan a fait son apport dans ce genre. Tourné en 1945, à la base de l'opérette-comédie d'Uzeïr Hadjibeyov, créée d'après les motifs de l'histoire amoureuse, il parle des galanteries d'Asker envers sa bien-aimée Gul-Tchohra.
En 1965, l'organisation nationale « Soyuzexportkino» de l'URSS, compte tenu du fait qu'Archine mal alan de 1945 avec Rachid Behboudov a gagné des bénéfices, a commandé au studio de Bakou la nouvelle version du film en couleur. Ainsi, cette œuvre d'Uzeïr Hadjibeyov a encore une fois été tournée par Tofik Taghizade. Son film de 1965 n'est pas devenu aussi populaire que le premier. Mais il était plus réussi du point de vue technique. Plus tard, a paru la version chinoise du film intitulée « Amour sous la couverture ». Parmi les acteurs, interprétants les rôles dans le film azerbaïdjanais, d'après l'œuvre d'Uzeïr Hadjibeyov, il y a Alim Qasimov, chanteur célèbre de mougham, qui s'était produit plusieurs fois dans ce mougham-opéra.